# Lodospad

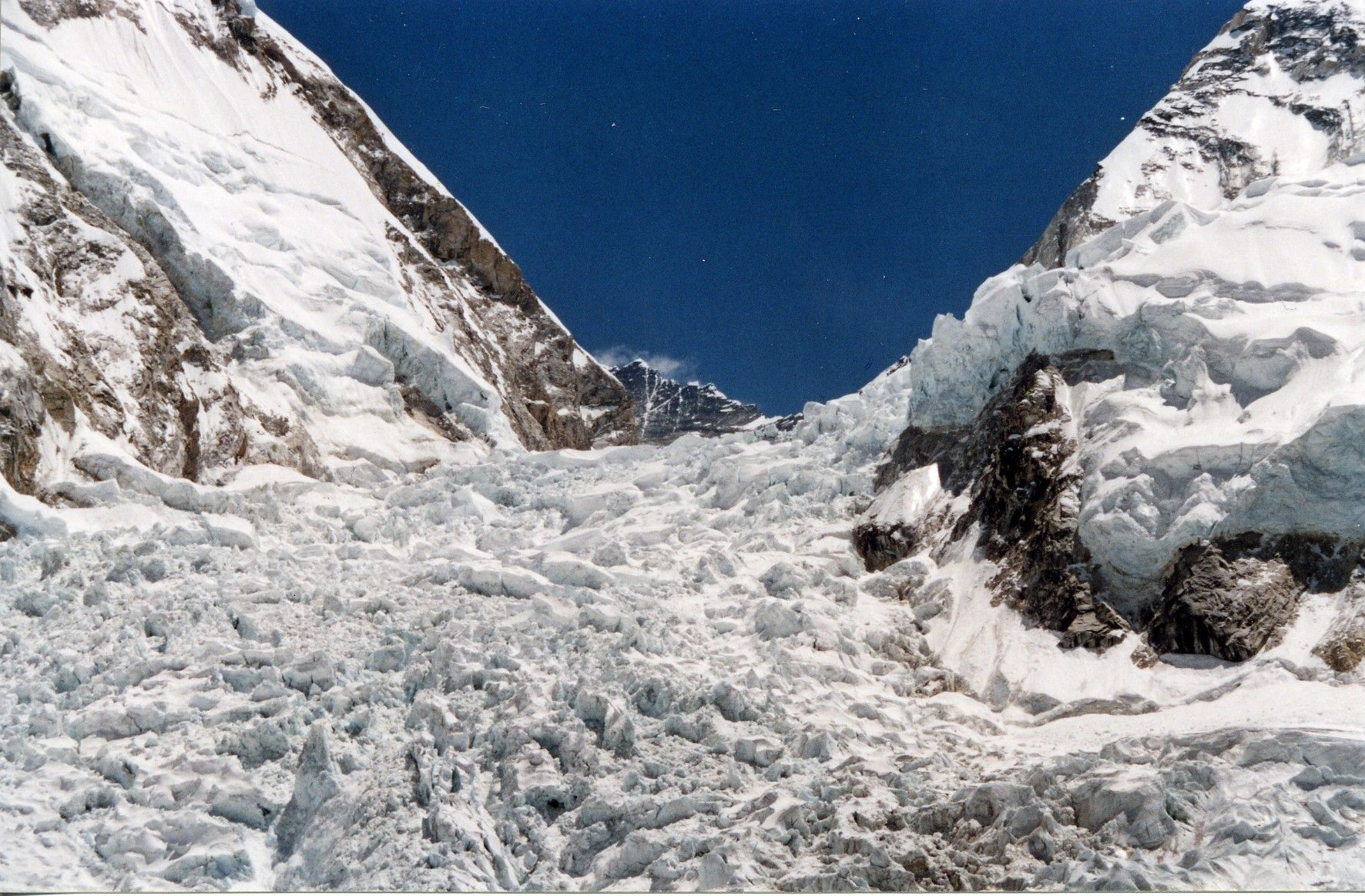
Lodospad lodowca Khumbu na stokach Mount Everest

Lodospad – stroma część lodowca pocięta szczelinami. Występuje zwykle kiedy lodowiec pokonuje stromy odcinek doliny albo próg karu. 

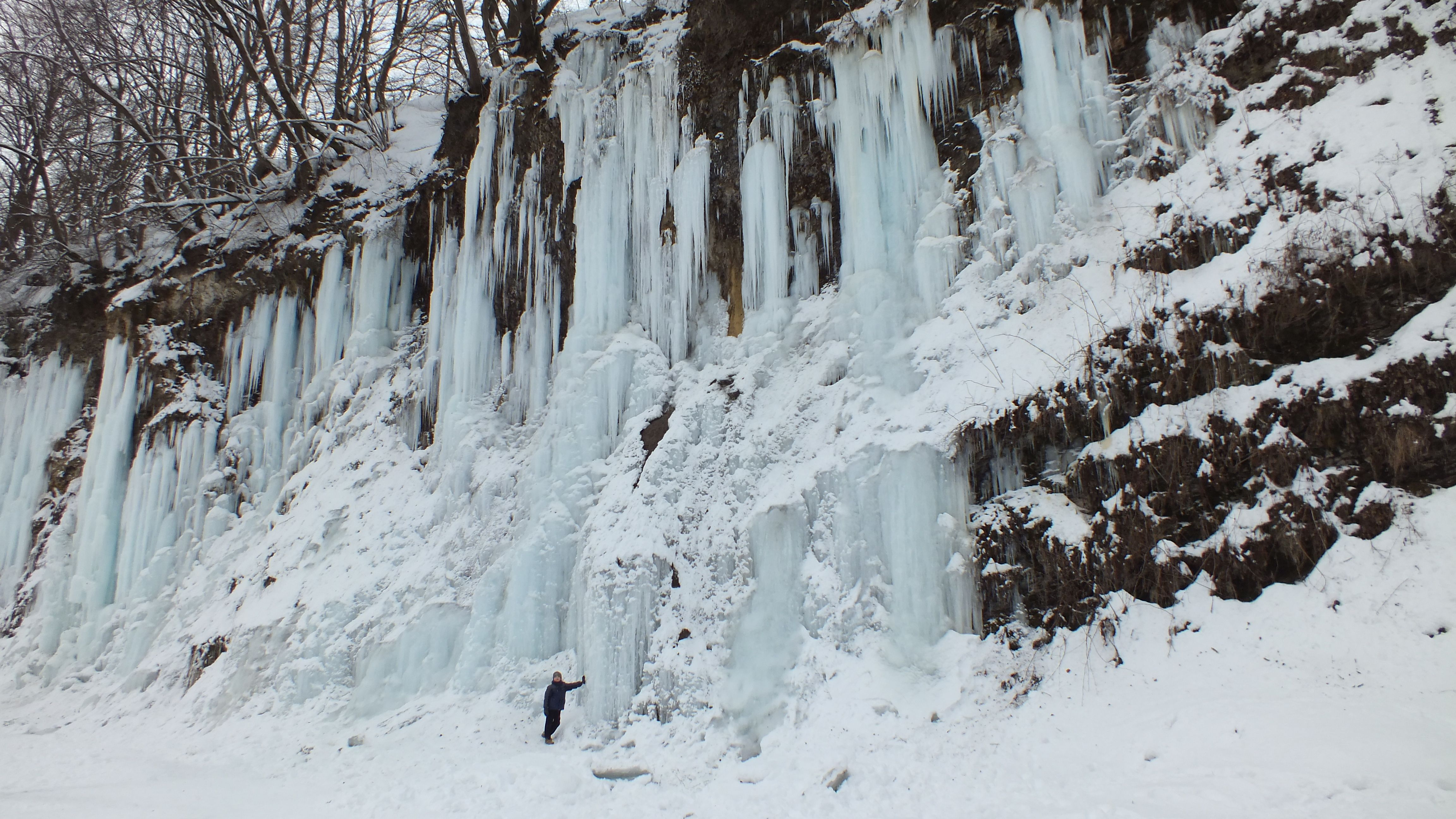
Lodospady w Rudawce Rymanowskiej

W terminologii wspinaczkowej lodospadem nazywamy także zamarznięte wodospady lub okresowe cieki na ścianach skalnych,
które stanowią obszar zimowej działalności wspinaczkowej we wspinaczce lodowej.